# Wahlhausen (Luxembourg)
Pour les articles homonymes, voir Wahlhausen.
Wahlhausen (luxembourgeois : Wuelessen) est une section de la commune luxembourgeoise du Parc Hosingen située dans le canton de Clervaux.

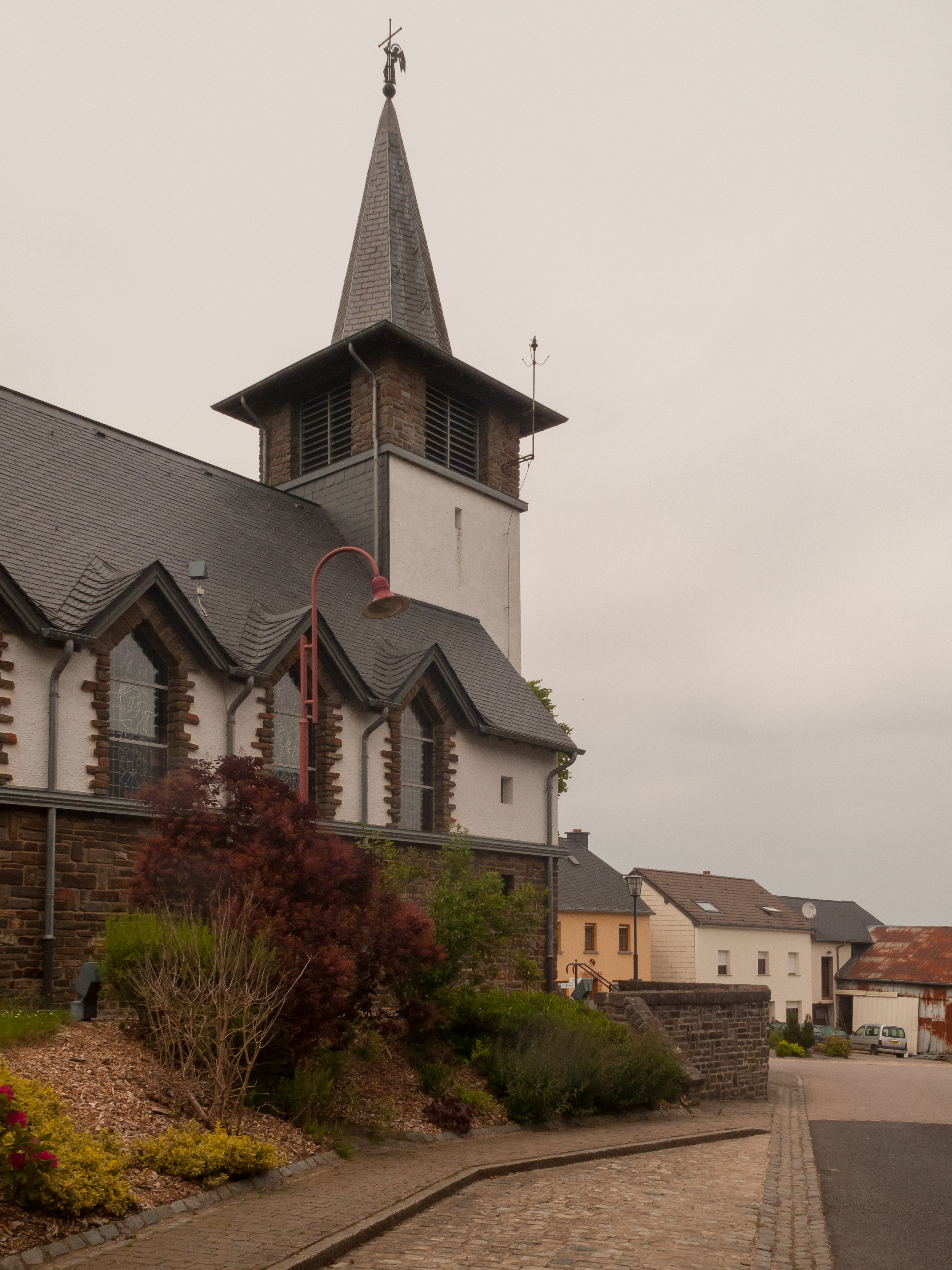
Tour de l'église dans la rue

## Histoire
Avant le 1er janvier 2012, Wahlhausen faisait partie de la commune de Hosingen qui fut dissoute lors de la création de la commune du Parc Hosingen.